# Behind The Mask〜SOL'FINSTERRE VOL.1
『Behind The Mask〜SOL'FINSTERRE VOL.1』（ビハインド・ザ・マスク ソルフィンステレ ボリューム1）は、日本のヴィジュアル系バンドのコンピレーション・アルバム。1997年9月25日発売。

## 解説
- インディーズで活躍する10組のヴィジュアル系バンドの音源が収録されたオムニバス・アルバム。イーストウエスト・ジャパンにおいてヴィジュアル系を取り扱うレーベル「Sol'Finsterre(ソルフィンステレ)」からリリースされた。
- 同年11月25日には、第二弾となる「Behind The Mask〜SOL'FINSTERRE VOL.2」が発売された。

## 収録曲
1. Back In The Forever / Ravecraft
2. 夜想曲 / DlociA
3. Joker / Orphee
4. 奴等 / HAIL,SLAG-JAP
5. 木洩れ陽が過ぎる頃には / NeiL
6. Starting Over / ZeeD
7. Faint Voice / DUKE
8. Warning / GRUDGE CURSE
9. 夢・現 / JULaeY
10. FEEL / Vasalla